# Otto Alexander Banck
Otto Alexander Banck (* 17. März 1824 in Magdeburg; † 5. Mai 1916 in Dresden) war ein deutscher Publizist und Schriftsteller.

## Leben
Otto Banck war der Sohn von Johann Carl Banck (1771–1842), der am Magdeburger Dom als Organist und Domvikar tätig war. Sein älterer Bruder war der spätere Komponist Carl Banck.
Otto Banck studierte ab 1842 an der Universität Philosophie und Geschichte. Im Jahr 1845 reiste er, gemeinsam mit seinem Bruder Carl, nach Italien und blieb dort für 1,5 Jahre. Anschließend kehrte er nach Deutschland zurück und ließ sich in Dresden nieder. Hier schrieb er regelmäßig Beiträge für das Dresdener Tageblatt.
Von 1857 an lebte er mehrere Jahre in München, kehrte darauf 1864 nach Dresden zurück. Ab dem Jahr 1871 war er Feuilleton- und von 1886 bis 1894 Chefredakteur des Dresdener Journals.

## Werke (Auswahl)
- Kunstjournal (Leipzig 1852);
- Die Galerien von München (Leipzig 1852), eine kunstkritische Beleuchtung von Meisterwerken der Malerei in biographisch-novellistischer Einkleidung;
- Gedichte (Leipzig 1858), die namentlich in manchen Liebesliedern und scharfen Epigrammen Treffliches enthalten;
- Worte für Welt und Haus (Leipzig 1862);
- Alpenbilder (Leipzig 1863, 2. Aufl. 1868);
- Kritische Wanderungen in drei Kunstgebieten (Leipzig 1865–66, 2 Bände.);
- Literarisches Bilderbuch (Leipzig 1866, 3 Bände.).